# Bruno Vattovaz
Bruno Vattovaz   (Koper, 20 de febrer de 1912 - 5 d'octubre de 1943) va ser un remer italià que va competir durant la dècada de 1930.
El 1932 va prendre part en els Jocs Olímpics de Los Angeles, on guanyà la medalla de plata en la competició del quatre amb timoner del programa de rem. Formà equip amb Giovanni Plazzer, Riccardo Divora, Bruno Parovel i Giovanni Scher.